# Ernesto Gunter de Schleswig-Holstein-Sonderburg-Augustenburg
Ernesto Gunter de Schleswig-Holstein-Sonderburg-Augustenburg (Sønderborg, 14 de octubre de 1609 - Palacio de Augustenburg, 18 de enero de 1689) fue un príncipe de la Casa de Oldemburgo y el fundador y primer duque de la línea de Augustenburgo; gobernó su ducado desde el año 1647 hasta su muerte.

## Familia
Ernesto Gunter era el tercer hijo del duque Alejandro de Schleswig-Holstein-Sonderburg (1573-1627), un nieto del rey Cristián III de Dinamarca, y de la condesa Dorotea de Schwarzburgo-Sondershausen (1579-1639).

## Matrimonio y descendencia
El 15 de junio de 1651 contrajo matrimonio con la princesa Augusta de Schleswig-Holstein-Glücksburg (1633-1701), hija del duque Felipe de Schleswig-Holstein-Sonderburg-Glücksburg y su esposa Sofía Eduvigis de Sajonia-Lauenburgo. La pareja tuvo los siguientes hijos:
- Federico (1652-1692).
- Sofía Amalia (1654-1655).
- Felipe Ernesto (1655-1677).
- Sofía Augusta (1657), vivió cuatro meses.
- Luisa Carlota (1658-1740), casada en 1685 con el duque Federico Luis de Schleswig-Holstein-Sonderburg-Beck (1653-1728).
- Ernestina Justina (1659-1662).
- Ernesto Augusto (1660-1731).
- Dorotea Luisa (1663-1721), abadesa de Itzehoe de 1686 a 1721.
- Un bebé nacido muerto (1665).
- Federico Guillermo (1668-1714).